# František Kupka
Pour les articles homonymes, voir Kupka.

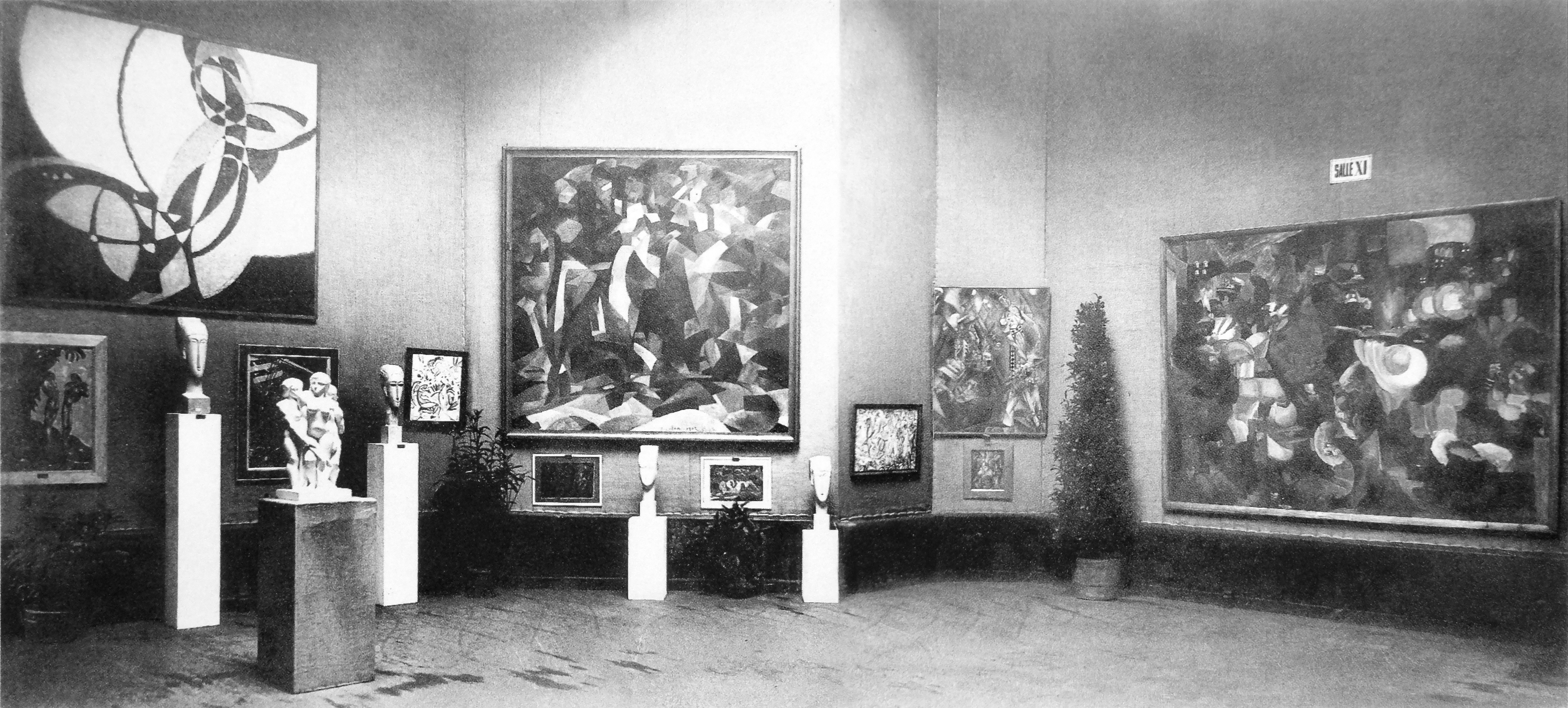
Le Salon d'Automne au Grand Palais du 1er octobre au 8 Novembre 1912 avec Amorpha, Fugue en deux couleurs de Kupka et des sculptures d'Amedeo Modigliani, Groupe de femmes de Joseph Csaky, ' de Francis Picabia, ' de Jean Metzinger et Les Montagnards attaqués par des ours de Henri Le Fauconnier.

František Kupka, dit François Kupka, né à Opočno (royaume de Bohême) le 23 septembre 1871 et mort à Puteaux (Hauts-de-Seine), le 24 juin 1957, est un peintre tchèque comptant parmi les pionniers de l'abstraction avec Hilma af Klint, Vassily Kandinsky, Gino Severini, Piet Mondrian, Kasimir Malevitch, Auguste Herbin ou encore Robert Delaunay,.
Durant ses quatre-vingt-cinq années de vie, il a vu de nombreux bouleversements de l'art, du symbolisme au pop art, en passant par l'impressionnisme, le cubisme, et bien sûr l'art abstrait, mais a toujours gardé son indépendance, sa liberté par rapport à tous les grands « -ismes » de l'art. Pionnier de l'abstraction, il refusa pourtant toujours l'appellation d'« artiste abstrait » et s'en expliqua ainsi : « Ma peinture, abstraite ? Pourquoi ? La peinture est concrète : couleur, formes, dynamiques. Ce qui compte, c'est l'invention. On doit inventer et puis construire. ».

## Biographie

### Enfance et formation artistique
Premier de cinq enfants d'une famille modeste, fils d'un notaire et officier dans la petite ville d'Opočno, en Bohême, František Kupka a quinze ans quand il invente un alphabet mélangeant les écritures grecque, cyrillique et latine dont il se sert pour rédiger son journal. Il apprend le métier de sellier. Il s'intéresse assez vite à la peinture et apprend en autodidacte jusqu'à ses dix-sept ans, où il reçoit un enseignement à l'école de métiers de Jaroměř, avec un professeur féru de spiritisme (très à la mode en cette fin de siècle), pour le préparer au concours de l'Académie des beaux-arts de Prague. Il réussit le concours en 1889 et s'inscrit dans la section Peinture sacrée et historique. Il est diplômé de l'Académie de Prague dans l'atelier du professeur František Sequens.
Il rejoint en 1892 l'Académie de Vienne, qui jouit d'un grand renom. La ville est alors en pleine effervescence : Gustav Mahler y compose ses symphonies, Gustav Klimt commence à peindre, Hugo von Hofmannsthal publie ses poèmes en prose, Karl Kraus philosophe et Sigmund Freud fait son apparition. C'est l'atmosphère de la ville qui le stimule, plus que les cours de l'Académie, relativement semblables à ceux qu'il avait déjà reçus à Prague.

### Arrivée à Paris et premières grandes œuvres
En 1896, Kupka s'installe à Paris, à Montmartre, où se concentre la bohème de l'époque, artistes et poètes. Il vit d'abord très pauvrement, puis, en 1898, loue un atelier et commence à gagner sa vie comme illustrateur pour des revues ou créateur d'affiches pour des cabarets, tout en continuant ses tableaux en parallèle. Il illustre également des nouvelles d'Edgar Allan Poe, avec en particulier l'aquatinte en couleur, L'Idole noire, où une statue colossale se dresse à contre-jour dans la pénombre d'un paysage désolé.
À partir de 1901, et jusqu'en 1907, après avoir participé à des périodiques humoristiques et littéraires comme Le Rire et Cocorico, il se met à collaborer intensément à L'Assiette au beurre, hebdomadaire satirique à tendance anarchisante, à laquelle participèrent notamment Juan Gris, Félix Vallotton et Jacques Villon. Kupka prend une orientation anticléricale et antimonarchiste, qui l'éloigne de la théosophie et du spiritisme de ses jeunes années. Il réalise trois numéros spéciaux : L'Argent (11 janvier 1902), Religions (7 mai 1904) et La Paix (20 août 1904). Il y est dur et offensif envers ceux qu'il dénonce comme les profiteurs et les oppresseurs : les marchands cupides, le Kaiser, le Tsar. Ses dessins sont beaucoup plus élaborés que ceux des autres peintres qui ont participé à la revue. Kupka souhaite qu'on ne sous-estime pas son œuvre d'illustrateur. Dans La Création dans les arts plastiques, il affirme que l'illustration est « un genre qui peut fort bien figurer dans les plus hautes sphères de l'art. Le livre est un véritable ami de l'Homme. Lorsque les proportions chantent, que les équilibre sont heureux, que le blanc des gravures fait entendre un soprano, soutenu par l'alto ou la basse des noires typographies, l'illustration ainsi comprise n'est pas indigne d'un grand artiste. Mais combien le comprennent ? Quel champ magnifique laissé en friche ! »
Sa vie se stabilise en 1904, date à laquelle il s'installe définitivement avec Eugénie Straub, qu'il épouse en 1906, et il s'établit à Puteaux à côté de chez son ami Jacques Villon. En 1905, il suit des cours de physiologie à la Sorbonne. Il travaille également au laboratoire de biologie et s'intéresse à des problèmes d'optique et de mécanique, en plus de son étude de l'histoire et de l'archéologie. Il pense que ces études vont l'aider dans son art, dont il n'est pas satisfait depuis quelque temps.
En 1905, il réalise des planches pour illustrer l'ouvrage de Jean de Bonnefon, qui adapte à la scène le Cantique des Cantiques. Il poursuit jusqu'en 1909 cette œuvre, qui comprend 134 dessins publiés en 1931 par l'industriel et mécène tchèque Waldès. Fortement influencées par la Sécession viennoise, ces illustrations du livre biblique ont été exposées à Paris en 2005 au musée d'Art et d'Histoire du judaïsme. Au cours de la même période, il illustre L'Homme et la Terre, d'Élisée Reclus, édité en 6 volumes (1905-1908). Il livre aussi des illustrations à Je sais tout, dont les Sept merveilles du monde, en novembre 1909.

### Passage à l'art non-figuratif
En 1910 survient la première rupture stylistique : Kupka s'oriente vers l'art non figuratif. En 1912, le Salon d'automne accepte d'exposer des œuvres non figuratives. Kupka est alors le premier à présenter au public parisien des toiles abstraites (Amorpha, fugue à deux couleurs, Narodni Galerie, Prague et Amorpha, chromatique chaude, musée Kampa, Prague, Malá Strana). Au Salon des indépendants, Kupka est exposé avec les peintres cubistes, mouvement qui l'intéresse beaucoup, mais il refuse d'y être assimilé. À cette époque, il se regroupe chez son ami Villon avec de nombreux artistes, tels Marcel Duchamp, Jean Metzinger, Francis Picabia et Albert Gleizes, dans un groupe qui fut appelé le groupe de Puteaux, ou le groupe de la Section d'or. On y discute d'art, de sciences, de mathématiques et de divers concepts à la mode, tout en présentant ses peintures et ses théories aux autres artistes. Le groupe s'intéresse de très près aux travaux cubistes : Metzinger et Gleizes les défendent, tandis que Duchamp, Picabia et Kupka sont plutôt sceptiques. Kupka écrit d'ailleurs dans La Création dans les arts plastiques : « Les expériences réalisées par Picasso et Braque sont intéressantes comme tentatives pour approcher la nature autrement que n'avaient fait les peintres du passé. Mais elles n'aboutissent qu'à une interprétation de plus. »
Les membres produisent un unique numéro d'une revue appelée La Section d'or, le 9 octobre 1912, auquel collaborent Guillaume Apollinaire, Max Jacob, Pierre Reverdy, André Salmon, Roger Allard et Maurice Princet.
En 1913, il termine La Création dans les arts plastiques, un recueil de textes écrits directement en français depuis 1910, qui ne sera publié qu’en 1923, et uniquement en traduction tchèque :

« On peut qualifier “d'atelier spirituel” le domaine subjectif où se projettent les images de la vie intérieure, miroir magique d'une réalité recréée, peuplée de visions dont l'origine semble voilée d'un secret insondable. Le secret de ce monde intérieur, c'est l'énigme des processus psychiques, énigme qui souvent demeure irrésolue aussi bien pour le protagoniste — l'artiste — que pour son entourage. »

« Adieu, pauvres peintres, obligés de voler des costumes dans les loges des comédiens pour parsemer vos toiles de quelques taches de couleurs osées ! Adieu, artistes-décorateurs, appliqués à l'instar des tapissiers et des modistes, à harmoniser matières et objets colorés ! Vous avez oublié que le sens des couleurs se trouve en vous-mêmes. C'est là qu'il faut aller le chercher. »

### La guerre
Dès la déclaration de guerre d'août 1914, bien qu'il fréquente les milieux anarchistes parisiens et soit antimilitariste, Kupka s'engage comme volontaire et se retrouve sur le front dans la Somme, dans la même compagnie que le poète Blaise Cendrars qui l'évoque dans La Main coupée. En 1915, il tombe gravement malade et est évacué à Paris, où il active la résistance tchèque anti-allemande. Il devient même président de la Colonie tchèque de France, qui fédère les associations d'immigrants en France et qui se donne comme but d'enrôler des volontaires tchèques dans la Légion étrangère, et surtout les légions tchécoslovaques. En 1918, il est à nouveau mobilisé, et sert sous les ordres du maréchal Foch. Il termine la guerre avec le grade de capitaine et reçoit la Légion d'honneur.

### Retour à l'art

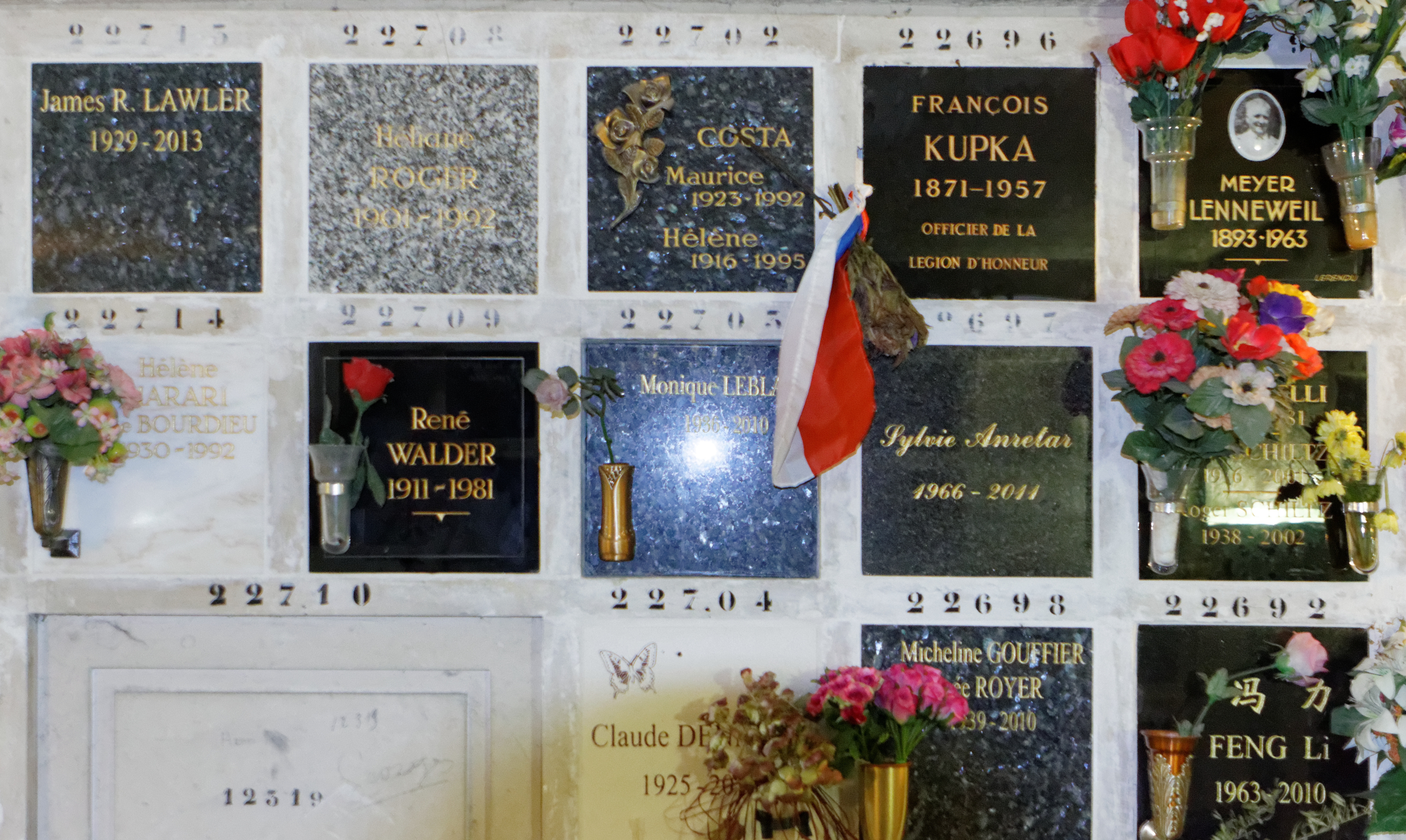
Plaque au cimetière du Père-Lachaise.

Après la guerre, il reprend plusieurs toiles laissées inachevées, poursuit ses recherches sur la lumière et le mouvement et réoriente son style vers une peinture plus figurative. En 1921, sa première exposition monographique est organisée à la galerie Povolozky, à Paris. En 1923, il est nommé professeur aux Beaux-Arts de Prague, mais reste cependant à Paris avec la charge de s'occuper des boursiers tchèques. Il rencontre un industriel tchèque, Jindrich Waldes, qui devient son mécène.
En 1931, il participe à la fondation du mouvement Abstraction-Création, créé par Auguste Herbin, en opposition à la peinture de la Nouvelle objectivité allemande et au surréalisme. Alors qu'il l'a depuis longtemps délaissé, Kupka réintroduit le noir dans sa palette. Il quitte le groupe en 1934.
En 1936, il participe à l'exposition « Cubism and Abstract Art » au Museum of Modern Art de New York. De 1939 à 1945, il est réfugié à Beaugency avec sa femme, Eugénie Straub. En 1946, il participe au premier Salon des réalités nouvelles. En 1958, le musée d'Art moderne de la Ville de Paris organise une rétrospective posthume, un an après sa mort.
Ses cendres sont inhumées au cimetière du Père-Lachaise (87e division, case 22696).

## Style artistique

### Romantisme et symbolisme
Kupka, comme de nombreux artistes, a commencé par suivre les styles appris à l'Académie, notamment le romantisme, tardif mais toujours en vogue dans les académies de Prague et de Vienne. En témoigne son tableau Vue de Dobruska (1889), peint dans la plus grande tradition classique.
Dès son arrivée à Paris, il s'oriente cependant vers des thèmes symbolistes, sans pour autant faire exclusivement des peintures symbolistes. De cette période datent les nombreuses illustrations pour L'Assiette au beurre, notamment la couverture de L'Argent, dans lequel l'Argent est un personnage au ventre-coffre-fort et au nombril-serrure, qui tient dans sa main un ouvrier le poing levé. De même, les dessins à l'intérieur de la revue sont parfaitement symbolistes : un curé prêche devant une immense foule avec un Jésus sur une croix en bas de laquelle se trouvent des sacs d'or ; l'Argent courtise une Marianne naïve et, alors qu'au loin la foule hurle : « Vive la liberté ! Vive la Commune ! Vive l'anarchie ! », il dit simplement : « Moi, je m'en fous ! » ; dans un autre dessin, l'Argent écrase la foule et force un homme à écrire « Au nom du peuple » sur une table de loi.

### Le passage à l'abstraction
Kupka arrive à l'abstraction après un long travail de recherche. À partir de 1908, ses illustrations dans sa revue Prométhée traduisent une grande recherche artistique : Kupka s'interroge longuement sur la perspective, faisant de nombreux essais, dans ses illustrations mais aussi dans ses tableaux, Les Touches de piano (1909) ou Grand Nu (1909). Il étudie également le mouvement à travers le tableau Femme cueillant des fleurs (1909-1910). Ses personnages deviennent peu à peu flous, comme dans une photographie « bougée ». Le mouvement et le temps sont travaillés par les ombres et par les changements de couleur de la gauche vers la droite du tableau. Il produit ensuite une toile intitulée Madame Kupka parmi les verticales (1910-1911), sur laquelle le visage de sa femme est enfermé entre des traits verticaux. Dès lors, les formes géométriques s'imposent à lui, et il passe dans l'abstraction.

## Œuvres
Les dates des œuvres sont celles retenues par les musées qui les conservent, mais certaines peuvent être regroupées par séries à partir de 1907.

### Impressionnisme et symbolisme
- Autoportrait, 1905 - Prague National GalleryVue de Dobruška, 1889 (88 × 190 cm), mairie de Dobruška.

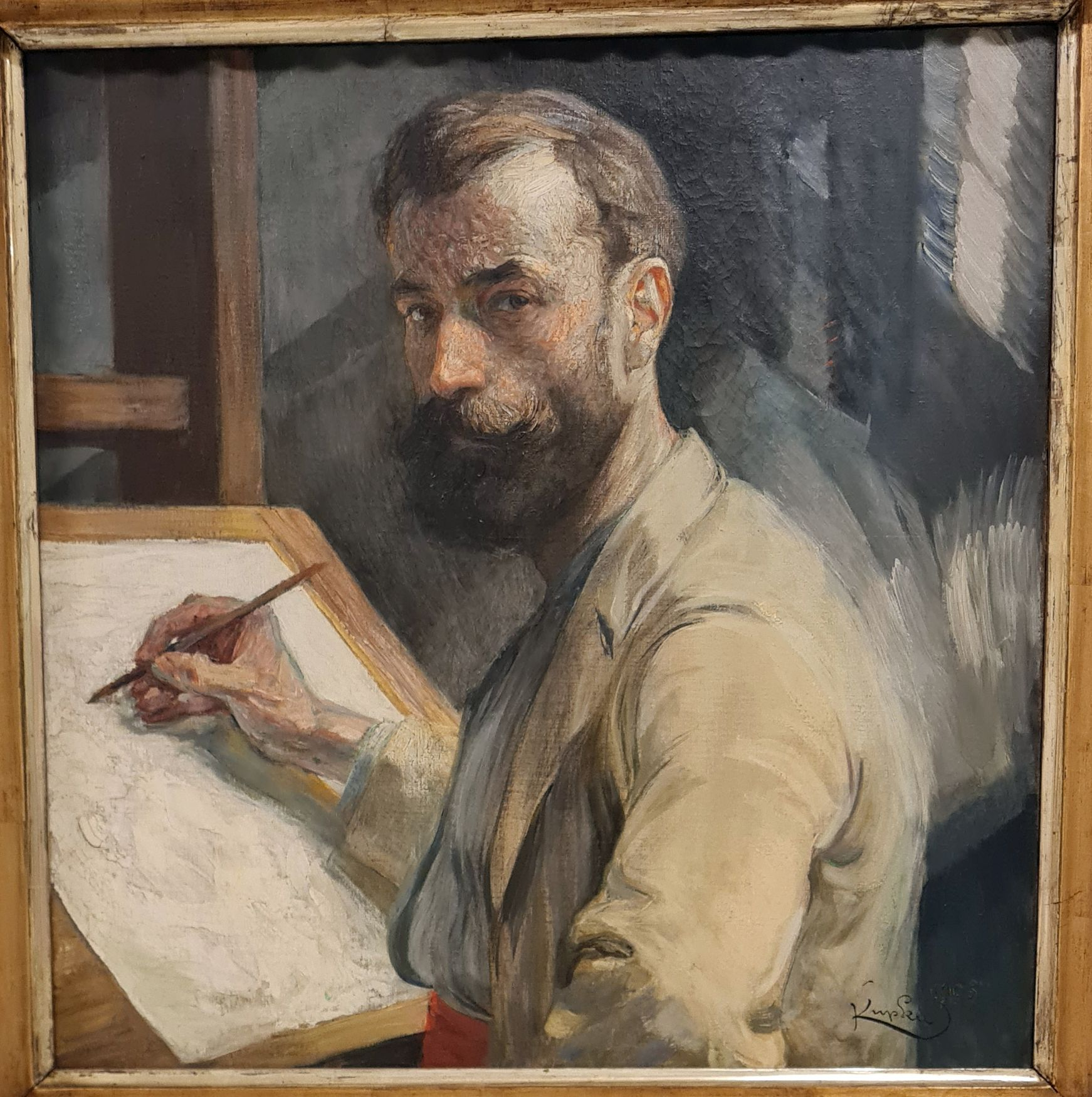
Autoportrait, 1905 - Prague National Gallery

- Le Dernier Rêve de Heine mourant, 1893, gouache (39 × 45 cm), Narodni Galerie (Galerie nationale), Prague.
- L'Autre Rive, bord de Marne, 1895 (46 × 38 cm), Narodni Galerie, Prague[14].
- Danse macabre, 1896, encre et crayon de couleur (13 × 20,5 cm), collection particulière, Paris.
- Le Bibliomane, 1897, Château de Prague, Prague[15].
- Nu allongé, Gabrielle, 1898 (24 × 41 cm), Narodni Galerie, Prague.
- L'Argent, 1899, huile sur toile (81 × 81 cm), Narodni Galerie, Prague[16].
- Les Nénuphars, 1900, aquatinte en couleur (34,5 × 34,7 cm), Musée national d'Art moderne (MNAM), Paris, avec une fleur de nénuphar surmontée d'une fleur de tournesol et d'un embryon, rappelant certaines œuvres symbolistes d'Odilon Redon, dont Fleur de sang[17],[18],[19].
- Le Miroir I, 1900, encre et aquarelle (25 × 33 cm), collection particulière, Paris.
- L'Entêtement (ou l'Idole noire), 1900-1903, aquatinte en couleurs et gouache (34,6 × 34,7 cm), MNAM, Paris[20].
- Ronde de femmes. Sirènes, vers 1900-1905.
- Epona ballade, Les Joies, 1901, huile sur bois (83,5 × 126,5 cm), Narodni Galerie, Prague[21].
- Les Cavaliers, 1901-1902, encre de Chine (40,5 × 54 cm), MNAM, Paris.
- L'Argent, 11 janvier 1902, couverture de L'Assiette au beurre, collection particulière, Paris.
- Anthropoïdes, 1902, gouache sur carton (59,5 × 62 cm), Galerie Zdenek Sklenar, Prague[22].
- La Vague, 1902, aquarelle et gouache sur carton (40,8 × 50,2 cm), Narodni Galerie, Prague[23].
- La Voix du silence, Sphinxes, 1903, huile sur carton (58,5 × 69 cm), Narodni Galerie, Prague[14].
- Deux danseuses, 1905, huile sur toile (38 × 46,5 cm), MNAM, Paris[24].
- Autoportrait, 1905, huile sur toile (65 × 65 cm), Narodni Galerie, Prague[14].
- Portrait de Madame Kupka, 1905, huile sur toile à matelas (63 × 63 cm), MNAM, Paris[25].
- Portrait de Madame Kupka, 1905-1909[26].
- Soleil d'automne, 1905-1906, huile sur toile (54,5 × 65 cm), MNAM, Paris[27].
- Soleil d'automne, 1906, huile sur toile (103 × 117 cm), Narodni Galerie, Prague.
- Babylone, 1906, huile sur toile (70 × 104 cm), Narodni Galerie, Prague[14].
- La Cascade, 1906, huile sur toile (64,8 × 64,8 cm), Tate Modern, Londres.
- Les Cheminées, 1906, huile sur toile (47 × 55,5 cm), Musée d'Orsay, Paris[28].
- L’Eau, La Baigneuse, 1906-1909, huile sur toile (63 × 80 cm), MNAM, Paris[29], en dépôt au Musée des Beaux-Arts de Nancy.

### Fauvisme
- La Gamme jaune (un des deux tableaux est exposé au Salon d'automne de 1910) :
  - La Gamme jaune, 1907 (79 × 79 cm), MNAM, Paris, de la série colorée des « synchromies » qui rappellent les toiles saturées de lumière de Piet Mondrian de 1908-1911[30],[31].
  - La Gamme jaune, 1907, huile sur toile (78,7 × 74,3 cm), musée des Beaux-Arts de Houston, Houston[32].
- Le Rouge à lèvres, 1908, huile sur toile (63,5 × 63,5 cm), MNAM, Paris[33].
- Le Rouge à lèvres n°II, 1908, huile sur toile (73 × 54 cm), musée d'Art moderne et contemporain de Strasbourg (dépôt du MNAM). Cette toile rappelle Edvard Munch vers 1905[34],[35].
- Les Boutiques, Couleurs comme adjectifs, 1908-1910, huile sur toile (73 × 100 cm), MNAM, Paris[36].
- Gigolette en rouge, 1909, huile sur toile (46 × 55 cm), MNAM, Paris[37].
- Le Goût de Gallien, Chanteuse de cabaret, 1909-1910, Narodni Galerie, Prague[14].
- Le Mec (ou Le Confident), 1910, huile sur toile (104 × 68 cm), MNAM, Paris[38].
- L'Archaïque, 1910, huile sur toile (110 × 90 cm), MNAM, Paris. Ces ultimes toiles fauvistes adoptent une palette plus sombre que Kees van Dongen par exemple[39],[40].
- Couple, 1909, pastel (50 × 35,5 cm), MNAM, Paris.

### Entre 1908 et 1910: transition vers l'abstraction
- La Petite Fille au ballon :

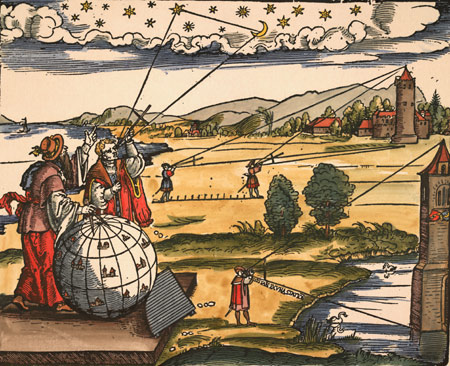
Utilisation d'un bâton de Jacob moins perfectionné que celui acquis par Tycho Brahe en 1564, pour un usage astronomique sur un globe céleste à striures rayonnantes, gravure extraite de lIntroductio geographica de Petrus Apianus, 1532.

  - La belle-fille de Kupka Andrée, 1906, huile sur toile (64,8 × 52,1 cm), Musée Kampa, Prague, Malá Strana, née d'une première union de son épouse Eugénie[41].
  - La Petite Fille au ballon, vers 1908, huit études dessinées préparatoires, MoMA, New York, lesquelles partent du détail de la balle multicolore, tenue à l’origine par la fillette de la main gauche comme le montre un repentir sur la toile de Strasbourg, pour décomposer sa trajectoire en arabesques et en cercles démultipliés englobant la figure, afin d’exprimer un dynamisme vital, exploité en 1911-1912 par les futuristes italiens. En marge de l’une de ces études, Kupka a écrit qu’elle était à « l’origine de la technique employée à la charpente de la Fugue », à savoir Amorpha, fugue à deux couleurs (1912, Prague, Národní Galerie), représentant des formes circulaires dans un esprit cosmique et analogique entre musique et peinture. Les formes géométriques et couleurs primaires bleu, rouge et jaune, additionnées de blanc, de la balle (cf. aussi le ballon d'une des Jeune femme en bikini de la villa Casale à Piazza Armerina[42]), sont par coïncidence celles retenues par le mouvement De Stijl avec Bart van der Leck en 1916[43], Piet Mondrian en 1921[44], Gerrit Rietveld dans sa Chaise rouge et bleue repeinte en 1923 ou Theo van Doesburg.
  - La Petite Fille au ballon, vers 1908, pastel (62,2 × 47,5 cm), MoMA, New York. Cette balle de caoutchouc évoque le globe céleste « pas plus gros que le poing » entouré de ficelles tendues, utilisé par l'astronome Tycho Brahe établi à Prague en 1599, dont le motif semble également visible chez Francis Picabia dans son aquarelle Caoutchouc de 1909 qui, antidatée (ou pas) de 1907, fut considérée comme pionnière de l’abstraction (MNAM, Paris)[45].
  - La Petite Fille au ballon, 1908, huile sur toile (114 × 70 cm), Musée d'Art moderne et contemporain de Strasbourg (dépôt du MNAM), avec apparition de touches de pinceau presque carrées (fleurs)[34],[46].
- Le Rêve (avec l'inscription « Ma chère Ninie voici le rêve que j'ai eu - Nous (mot effacé) deux - Ton Franc »), 1909, huile sur toile (31,3 × 32 cm) Kunstmuseum Bochum[47],[48], avec une superposition des deux corps en lévitation, qu'on retrouvera dans la toile de Picabia de 1929 Salicis figurant Eve avec Adam tenant une pomme[49], et un motif ascensionnel de lamelles se transformant en touches de piano et suggérant que ce rêve s'accompagnait de musique. Ce motif de lamelles se retrouve dans l'architecture Art déco, comme sur la tour du Pavillon du Tourisme de Robert Mallet-Stevens lors de l'Exposition internationale des Arts décoratifs et industriels modernes de 1925.
- Les Touches de piano, le Lac, 1909, huile sur toile (79 × 72 cm), Narodni Galerie, Prague, avec apparition de touches larges allongées évoquant celles du piano figuré en dessous ou dans Le Rêve[50].
- Ruban bleu, 1910, huile sur toile (65 × 71 cm), Musée d'Art moderne et contemporain de Saint-Étienne Métropole (dépôt du MNAM), avec reprise des touches de Les Touches de piano, le Lac et apparition de formes en triangles et losanges[51],[52].
- Portrait de famille, 1910 (103 × 112 cm), Narodni Galerie, Prague, avec reprise desdites touches allongées et un surlignement des contours, technique employée par Piet Mondrian en 1909[53],[54],[55].
- Grand Nu :
  - Étude pour Plans par couleurs. Grand Nu, 1909-1910, pastel et mine graphite (48 × 57 cm), MNAM, Paris[56].
  - Étude pour Plans par couleurs. Grand Nu, 1909-1910, pastel (45 × 56 cm), MNAM, Paris, avec des auréoles qui apparaissent autour de la tête de la femme[57].
  - Étude pour Plans par couleurs. Grand nu, 1909-1910, pastel (48 × 60 cm), MNAM, Paris, avec reprise des contours et « plans colorés » de Portrait de famille de 1910[58].
  - Plans par couleurs. Grand nu, 1909-1910, huile sur toile (150,2 × 180,7 cm), Solomon R. Guggenheim Museum, New York (Salon d'automne de 1911)[59].
- Le Miroir ovale :
  - Étude pour Le Miroir ovale, 1910 ?, pastel (25 × 18 cm), collection particulière, avec des auréoles lumineuses au-devant du miroir, rappelant celles du second pastel Étude pour Plans par couleurs. Grand Nu de 1909-1910[60].
  - Étude pour Le Miroir ovale, 1910, crayon de couleur (12 × 10,8 cm), MNAM, Paris, avec remplacement des auréoles par une esquisse de bandes verticales jaune et rouge en haut et inversées en bas, non reprise dans le tableau ; tandis que les rouge et bleu du corps et de son contour sont inversés, comme dans le second pastel Femme cueillant des fleurs de 1909 (1910 ?)[61].
  - Le Miroir ovale, 1910-1911, huile sur toile (108,3 × 88,6 cm), collection particulière, Suisse (Salon d'automne de 1912, un des trois Plans par couleurs exposés), avec le miroir rendu circulaire et éclairé d'une vive lumière solaire formant un disque lumineux[62],[63].
- Femme cueillant des fleurs :
  - Femme cueillant des fleurs, 1909-1910, pastel (42 × 39 cm), MNAM, Paris, avec reprise des contours et « plans colorés » de Plans par couleurs. Grand nu de 1910[64].
  - Femme cueillant des fleurs, 1909 (1910 ?), pastel (42,3 × 39 cm), MNAM, Paris, avec une bande dominante jaune à gauche et rouge à droite, un corps bleu et son contour rouge[65].
  - Femme cueillant des fleurs, 1910-1911, pastel et fusain (48 × 49,5 cm), MNAM, Paris, avec décomposition chronophotographique du mouvement, rappelant les deux silhouettes superposées dans Le Rêve, un procédé également employé par les futuristes italiens venus à Paris fin 1911, comme Umberto Boccioni[66] et Giacomo Balla dans Fillette courant sur un balcon, mais que Kupka abandonne, et apparition de véritables bandes verticales, après celles esquissées dans le crayon de couleur Étude pour Le miroir ovale de 1910[67].
  - Femme cueillant des fleurs, 1910-1911, pastel, aquarelle et mine graphite (45 × 47,5 cm), MNAM, Paris, avec un personnage sur la chaise au dossier devenu droit et touches allongées bleues et rouges sur les fleurs (tulipes ? cf. voyage de Kupka en Belgique ?)[68].
  - Femme cueillant des fleurs, 1910-1911, pastel (48 × 52 cm), MNAM, Paris, avec l'apparition d'un triangle formé par les deux personnages de gauche, dans une pose érotique, et rappelant ceux de Ruban bleu de 1910[69].
- Plans par couleurs :
  - Étude pour Plans par couleurs, 1909-1910, pastel (56 × 45,5 cm), MNAM, Paris, avec reprise des formes triangulaires et bandes verticales[70].
  - Plans par couleurs, 1910-1911, huile sur toile (109 × 99,5 cm), MNAM, Paris (Salon d'automne de 1912)[63],[71].
  - Femme dans les triangles (ainsi titré), 1910-1911, encre de Chine (24 × 22 cm), MNAM, Paris[72].
- Le Musicien Follot (avec l'inscription « à mon ami G (ou P ?) Follot »), daté 1910 (1911 ?), huile sur toile (72,4 × 66,3 cm), MoMA, New York (Salon d'automne de 1912, un des trois Plans par couleurs exposés)[63],[73].
- La Crise d'une vieille palette, 1910-1911, huile sur toile (67,5 × 55,5 cm), MNAM, Paris, avec une femme nue assise sur un fond de papier peint bleu et rouge derrière une sorte de rebord de fenêtre avec un rideau plissé, brossé de larges touches de bleu et blanc, évoquant le motif lamellé de Le Rêve[74].
- Madame Kupka dans les verticales :
  - Étude pour Madame Kupka dans les verticales, 1910-1911, mine graphite (13,5 × 9,3 cm), MNAM, Paris, avec une couverture quasi-totale de la toile par des touches allongées, d'où seule émerge la tête de la femme[75].
  - Madame Kupka dans les verticales, 1910-1911, huile sur toile (135,5 × 85,3 cm), MoMA, New York[76].
- Le Premier Pas, daté 1909 (fin ?) (1910-1911 ?), huile sur toile (83,2 × 129,6 cm), MoMA, New York, dominée par des formes géométriques circulaires représentant une éclipse de Soleil qui évoque celle observée par Tycho Brahe le 21 août 1560, suivie d'une éclipse de Lune le 28 octobre 1566. La Lune, inspirée par une maquette monumentale du satellite que Kupka avait observée à Uccle en Belgique[Quand ?][77], étant striée de motifs rayonnants, comme sur le ballon bleu, rouge et jaune de La Petite fille au ballon de 1908, et passant devant Mars, dont les épicycles, que Brahe contribua à réfuter, sont ornés d'un motif scintillant à touches (de piano ?) bleues et rouges, repris des fleurs du pastel-aquarelle Femme cueillant des fleurs de 1910[78].

### Après 1910: abstraction

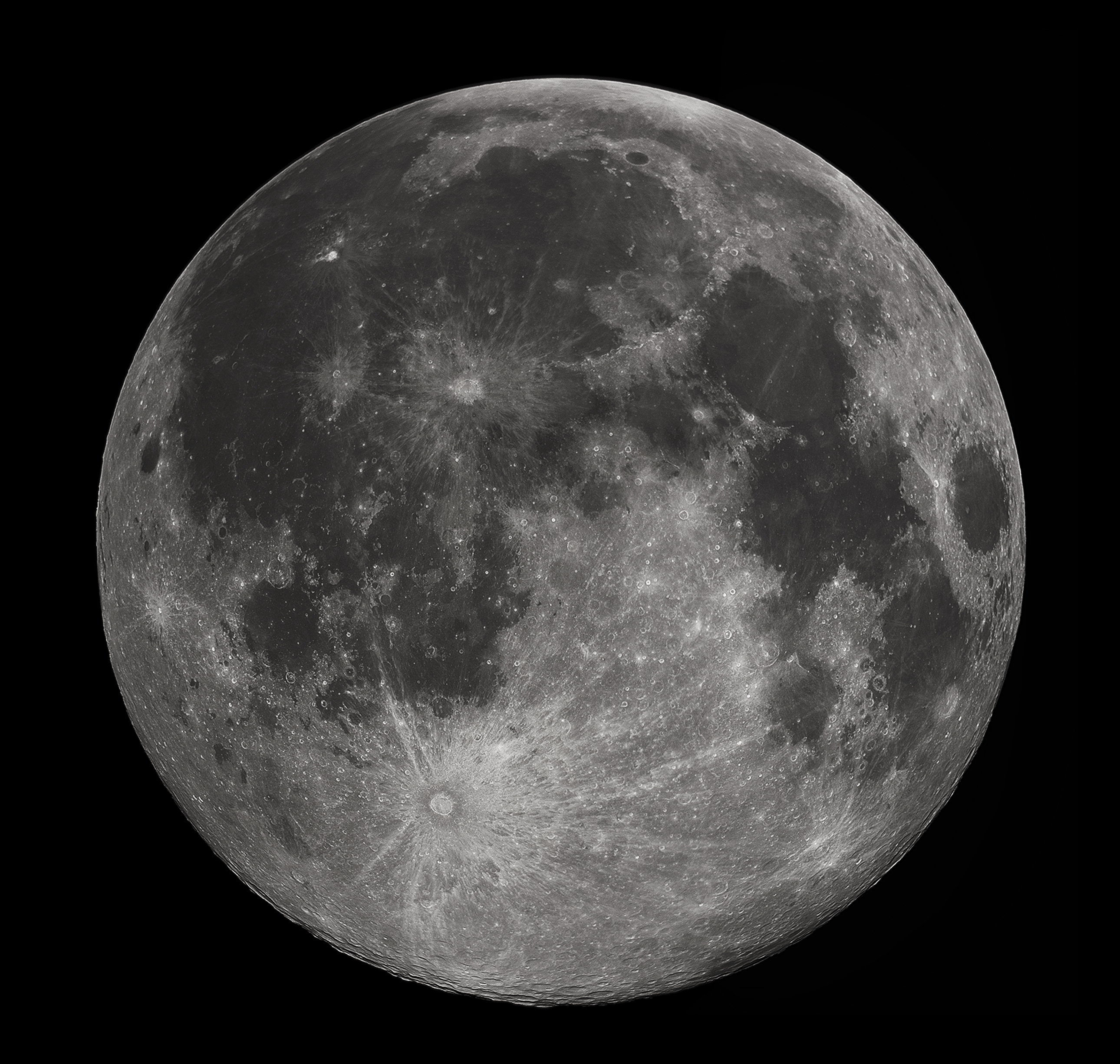
La Lune avec les projections rayonnantes d'impact autour du cratère lunaire Tycho en bas à gauche surtout, et Copernic un peu en haut du centre.

- Étude, 1909-1910, pastel (21 × 27 cm), MNAM, Paris, avec reprise du motif en « touches de piano » bleues et rouges de Madame Kupka dans les verticales de 1910-1911 et apparition d'une « chute » de trois étincelles de lumière jaune semblant tomber de motifs triangulaires indéfinis, devant une zone sombre[79]. Retourné, le pastel semble une étude pour Chute.
- Chute, 1910-1913, huile sur toile (74 × 84 cm), MNAM, Paris, avec de plus larges touches brossées faisant penser à un ciel illuminé d'étincelles plus grosses que dans Étude de 1909-1910, au-devant d'auréoles rappelant celles de Le miroir ovale de 1910-1911, mais entourant une zone sombre, comme dans Étude de 1909-1910, et non plus lumineuse. Le titre pourrait être l'opposé de l'ascension figurée dans Le Rêve de 1909 ou une allusion à La Crise d'une vieille palette de 1910-1911 et symboliser soit la chute des taches de lumière, soit avoir une interprétation conceptuelle ou ésotérique, sachant que dans sa jeunesse Kupka s’intéressa à la théosophie, dans la mesure où la zone sombre ressemble à une caverne au fond de laquelle une des larges touches de couleur, d'un bleu plus clair, ressemble à une porte. Sa forme est en réalité déjà abstraite et si elle était allusive, elle ne le serait pas moins que celles de Composition V de Vassily Kandinsky en 1911 qui, à la même époque, évoque encore des paysages, ou de Mondrian qui, en 1912 seulement, s'inspire encore du motif décomposé d'un arbre[80],[81],[82].
- Nocturne :
  - Étude pour Nocturne (avec l'inscription « dissection du repoussoir », cf. tableau précédent ?), 1910-1911, crayon de couleur (20,5 × 13,3 cm), MNAM, Paris, avec suppression des auréoles du tableau Chute et inversion des couleurs du fond et des taches. Le motif étoilé associé suggère une date de réalisation proche de celle de Le Premier pas de 1909-1910. Le titre à double sens évoque également la musique[83],[84].
  - Nocturne, 1910-1911, huile sur toile (66 × 66,5 cm), Museum Moderner Kunst Stiftung Ludwig Wien (MUMOK), Vienne, couvrant toute la toile des larges touches brossées de Chute d'environ 1910. Un tableau reconnu comme abstrait[85].
- Étude pour Printemps cosmique, 1911-1912, pastel (48 × 50 cm), MNAM, Paris, avec reprise du motif étoilé précité, évoquant celui du cratère lunaire Tycho visible dans Le Premier Pas, voire un feu d'artifice[86] (cf. plus bas, Printemps cosmique II, 1911-1920).
- Ordonnance sur verticales :
  - Étude pour Ordonnance sur verticales, 1911-1913, pastel (22 × 21 cm), MNAM, Paris, avec des ondes rappelant celles de L’Eau, La Baigneuse de 1906-1909, mais qui ne seront pas retenues, et des motifs sombres informes rappelant Étude pour Printemps cosmique de 1911-1912[87].
  - Étude pour Ordonnance sur verticales (avec l'inscription « trop la décoration »), 1911-1913, fusain (21 × 27 cm), MNAM, Paris, avec un motif de traits allongés ou similaires à une pluie d'étincelles, dont ceux du haut à droite sont terminés de motifs triangulaires rappelant ceux indéfinis du pastel Étude de 1909-1910, et auxquels s'adresse l'inscription[88].
  - Étude pour Ordonnance sur verticales, 1911-1913, pastel (48 × 50 cm), MNAM, Paris, avec resserrement des bandes verticales des Plans par couleurs de 1910 et reprise du motif précédent, orné du scintillement bleu et rouge de Le Premier pas de 1909-1910[89].
  - Ordonnance sur verticales, 1911-1912, retouché en 1920, huile sur toile (58 × 72 cm), Musée d'Art moderne et contemporain de Strasbourg (dépôt du MNAM), avec reprise du motif de scintillement bleu et rouge de Le Premier pas de 1909-1910[34],[90].
  - Étude pour Le langage des verticales (ainsi titré), 1911, huile sur toile (78 × 63 cm), Musée Thyssen-Bornemisza, Madrid, avec des motifs triangulaires[91].
  - Ordonnance sur verticales en jaune, daté 1913 (?), huile sur toile (70 × 70 cm), MNAM, Paris[92].
- La Primitive, 1911-1913, huile sur toile (100 × 72,5 cm), Musée de Grenoble (dépôt du MNAM), avec un motif rayonnant autour d'un cercle lumineux rappelant Le miroir ovale de 1910-1911 et aussi la peinture La musica de 1911 de Luigi Russolo[93],[94].
- Disques :
  - Disques de Newton. Étude pour Fugue à deux couleurs (avec l'inscription « étude pour la fugue à 2 couleurs »), daté 1911-1912, huile sur toile (49,5 × 65 cm), MNAM, Paris, avec reprise des formes circulaires de Le Premier pas[95]. Ce tableau rappelle la série Formes circulaires et disques de Robert Delaunay initiée en 1912[96] et préfigurée en 1906[97].
  - Études pour Disques de Newton, 1911-1912, pastel (24,8 × 27,9 cm), Solomon R. Guggenheim Museum, New York[98].
  - Étude pour Disques de Newton. Étude pour Fugue à deux couleurs, 1911-1912, gouache et aquarelle (32,6 × 25,4 cm), MNAM, Paris[99].
  - Disques de Newton, 1912 (1911 ?), huile sur toile (100,3 × 73,7 cm), Philadelphia Museum of Art, Philadelphie[100].
  - Disques rouges et bleus, daté 1911-1912 (1911 ?), huile sur toile (100 × 73 cm), MoMA, New York[101].
  - Amorpha, fugue à deux couleurs II, 1910-1911, huile sur toile (111,7 × 68,6 cm), Cleveland Museum of Art, Cleveland, avec reprise des couleurs, notamment le vert, et des auréoles colorées de Le miroir ovale de 1910-1911. Le titre évoque également la musique, le tableau semblant représenter une figure « informe » qui danse[102].
- Amorpha, chromatique chaude et Amorpha, fugue à deux couleurs :
  - Étude pour Amorpha, fugue à deux couleurs et pour Amorpha, chromatique chaude, 1911-1912, huile sur toile (84 × 128 cm), MNAM, Paris, avec un rappel de la forme du personnage de Amorpha, fugue à deux couleurs II de 1910-1911 et de sa tête ovale, à gauche, devenue jaune[103].
  - Études liées à Amorpha, chromatique chaude et Amorpha, fugue à deux couleurs, 1911-1912, pastel (21,1 × 22,6 cm), Solomon R. Guggenheim Museum, New York, avec un rappel de la forme bleue et rouge dudit personnage, dont la tête se tourne à droite, et reprise des cercles bleus et rouges de Le Premier pas[104].
  - Études pour Amorpha, chromatique chaude et Amorpha, fugue à deux couleurs, 1910-1911, pastel (46,8 × 48,3 cm), Solomon R. Guggenheim Museum, New York, avec séparation en deux de la forme bleue et transformation du chapelet de cercles en arc brun[105].
  - Études pour Printemps cosmique et Amorpha, fugue à deux couleurs, 1911-1912, gouache (34,9 × 36,1 cm), Solomon R. Guggenheim Museum, New York, avec reprise du motif étoilé de Étude pour Printemps cosmique de 1911-1912 sur un arc pointilliste dédoublé et continué en boucle, sans la forme bleue[106].
  - (Étude pour) Amorpha, Fugue à deux couleurs, 1912, gouache et encre (39,5 × 37,8 cm), MoMA, New York, avec élargissement des points en taches et une coloration alternée en noir, bleu et rouge des segments d'arcs croisés à gauche[107].
  - (Étude pour) Amorpha, Fugue à deux couleurs, 1912, gouache et encre (32,7 × 36,8 cm), MoMA, New York, avec suppression des taches, au profit de volutes bleues et rouges dans l'arc de droite et son prolongement[108].
  - Étude pour Amorpha, Fugue à deux couleurs, 1911-1912, huile sur toile (66 × 66,5 cm), MNAM, Paris, avec apparition dans l'arc de droite d'amandes multicolores au croisement de cercles (« le parti pris des bleus et des rouges »), rappelant l'aquarelle Caoutchouc de Francis Picabia[45], et prémices des deux cercles blancs dirigés vers la gauche[109].
  - Études pour Amorpha, fugue à deux couleurs (avec l'inscription « oui mais le parti pris des bleus et des rouges, organisme »), 1911-1912, crayon de couleur (20,5 × 30 cm), MNAM, Paris, avec réapparition de la forme bleue et rouge et fixation de son élancement en diagonale vers la droite et visibilité des deux cercles blancs, qui rappellent les planètes de Le Premier Pas, daté 1909 (1910-1911 ?), voire des fesses. On remarque dans les dessins suivants du MoMA que la forme semble se tourner et pénétrer entre les deux cercles ou sphères, de sorte que le mot « organisme » pourrait aussi faire allusion à « orgasme »[110].
  - (Étude pour) Amorpha, Fugue à deux couleurs, 1912, gouache et encre (21 × 22,5 cm), MoMA, New York[111].
  - (Étude pour) Amorpha, Fugue à deux couleurs, 1912, gouache et encre (21,3 × 22,9 cm), MoMA, New York[112].
  - (Étude pour) Amorpha, Fugue à deux couleurs, 1912, gouache et encre (21,6 × 22,5 cm), MoMA, New York, avec application du « parti pris des bleus et des rouges » sur la forme en diagonale[113].
  - (Étude pour) Amorpha, Fugue à deux couleurs, 1912, gouache et encre (22,2 × 18,1 cm), MoMA, New York, avec un détail du « parti pris des bleus et des rouges »[114].
  - (Étude pour) Amorpha, Fugue à deux couleurs, 1912, gouache et encre (27,9 × 29,5 cm), MoMA, New York, avec simplification du « parti pris des bleus et des rouges » et évidements de blanc[115].
  - (Étude pour) Amorpha, Fugue à deux couleurs, 1912, gouache et encre (11,1 × 12,4 cm), MoMA, New York, avec application du « parti pris des bleus et des rouges » sur la forme en diagonale[116].
  - (Étude pour) Amorpha, Fugue à deux couleurs, 1912, gouache et encre (28,3 × 29,2 cm), MoMA, New York[117].
  - (Étude pour) Amorpha, Fugue à deux couleurs, 1912, gouache et encre (28,3 × 29,5 cm), MoMA, New York, avec complexification du « parti pris des bleus et des rouges »[118].
  - (Étude pour) Amorpha, Fugue à deux couleurs, 1912, gouache et encre (41,6 × 47,3), MoMA, New York, dans sa forme quasi-définitive[119].
  - (Études pour) Amorpha, fugue à deux couleurs, 1912, vingt-et-une autres gouaches et encre parmi les trente neuf (de 7,9 × 17,1 cm à 41,6 × 47,3 cm), MoMA, New York, dont des variantes avec la forme tournée vers la gauche[120].
  - Amorpha, chromatique chaude, 1911-1912, huile sur toile (105 × 105 cm), Musée Kampa, Prague, Malá Strana (Salon d'automne de 1912)[121].
  - Amorpha, fugue à deux couleurs (ainsi titré), 1912, huile sur toile (211 × 220 cm), Narodni Galerie, Prague (Salon d'automne de 1912, la première œuvre abstraite exposée en public)[14].
- Traits noirs enroulés, 1911-1912, huile sur toile (66 × 66 cm), MNAM, Paris[122].
- Sons des cloches, 1912 (dépôt légal ?), eau-forte (43,5 × 30 cm), collection Karl Flinker, Paris, étude pour Localisation de motifs graphiques I, avec reprise du motif de lignes courbes de Chute[123],[124].
- Localisation de motifs :
  - Localisation de motifs géométriques, 1911, pastel (32 × 31,5 cm), galerie Louis Carré, Paris.
  - Localisation de motifs graphiques I, 1912-1913, huile sur toile (200 × 194 cm), Musée Thyssen-Bornemisza, Madrid, inspiré de Traits noirs enroulés de 1911-1912[125].
  - Localisation de motifs graphiques II, 1912-1913, huile sur toile (200 × 194 cm), National Gallery of Art, Washington[126].
- Plans verticaux et diagonaux :
  - Plans verticaux, 1911-1912, huile sur toile (?cm), avec un gros plan sur trois « plans » encore courbes[127].
  - Étude pour Plans verticaux (I) (avec l'inscription « plans verticaux »), 1911-1913, mine graphite (21 × 16,5 cm), MNAM, Paris[128].
  - Plans verticaux I, 1912, huile sur toile (150 × 94 cm), MNAM, Paris[129].
  - Étude pour Plans verticaux (III) (avec l'inscription « le brun se promène seul, le contour indique la forme »), 1911-1913, mine graphite (21 × 14 cm), MNAM, Paris[130].
  - Plans verticaux III, 1912-1913, huile sur toile (?cm), Narodni Galerie, Prague[131].
  - Plans verticaux (II ?), 1912-1913, huile sur toile (104 × 68 cm), Musée d'Art moderne et contemporain de Strasbourg (dépôt du MNAM)[34],[132],[133].
  - Étude pour Plans verticaux et pour Plans verticaux et diagonaux, 1912-1913, mine graphite (19,5 × 23,7 cm), MNAM, Paris[134].
  - Étude en verticales (la cathédrale), 1912, pastel (40,6 × 22,5 cm), MoMA, New York, rappelant Étude pour Le langage des verticales de 1911[135].
  - La Cathédrale, 1912-1913, huile sur toile (180 × 150 cm), musée Kampa, Prague, avec combinaison des motifs d'Ordonnance sur verticales en jaune et Étude pour Le langage des verticales de 1911[121].
  - Plans verticaux et diagonaux, 1913-1914, huile sur toile (55,2 × 38,1 cm), MoMA, New York.
  - Plans verticaux et diagonaux, 1913-1923 (185 × 85 cm), Narodni Galerie, Prague.
- En forme de bulbe, 1911-1912, huile sur toile (114 × 70 cm), MNAM, Paris, avec un motif floral[136].
- Étude, 1911-1914 (1912 ?), gouache, aquarelle et mine graphite (27,5 × 20 cm), MNAM, Paris[137].
- Complexe, 1912, huile sur toile (50 × 60 cm), collection particulière[138].
- Compliment, 1912, huile sur toile (89 × 108 cm), MNAM, Paris, avec reprise du motif de décomposition du mouvement du pastel Femme cueillant des fleurs de 1910-1911[139].
- Broderie, 1913-1914, huile sur toile (89 × 108 cm), Musée national d'histoire et d'art (dépôt de la collection Pauly), Luxembourg (cf. La Crise d'une vieille palette de 1910-1911 et La Primitive de 1910-1913)[140].
- Création, 1911-1920 (115 × 125 cm), Narodni Galerie, Prague[14].
- Ondes, 1912-1913, pastel (30 × 31 cm), collection Karl Flinker, Paris.
- Printemps cosmique (cf. plus bas, Printemps cosmique, Création) :
  - Printemps cosmique II, 1911-1920, huile sur toile (?cm), Narodni Galerie, Prague, avec évocation du motif étoilé agrandi de Étude pour Printemps cosmique de 1911-1912, des ondes de Sons des cloches de 1912 et reprise du motif de petites étoiles de Études pour Printemps cosmique et Amorpha, fugue à deux couleurs de 1911-1912[141].
  - Printemps cosmique I, daté 1913-1914, huile sur toile (115 × 125 cm), Narodni Galerie, Prague[14].
- Déroulement gris et or, 1919 (60 × 81 cm), galerie Louis Carré, Paris[142].
- Contes de pistils et d'étamines :
  - Conte de pistils et d'étamines no 1 (esquisse ?), 1919-1923 (85 × 73 cm), MNAM, Paris, avec reprise du motif bourgeonnant de Compliment de 1912[143].
  - Conte de pistils et d'étamines no 1, 1919-1920 (115 × 125 cm), Narodni Galerie, Prague (Salon d'Automne de 1919).
  - Motif hindou, Dégradés rouges, 1919, huile sur toile (124,5 × 122 cm), MNAM, Paris, rappelant les fleurs de Les Nénuphars de 1900[144].
- Architecture philosophique, 1913-1923 (143 × 112 cm), galerie Louis Carré, Paris.
- Ligne blanche insistante, 1913-1923 (65,5 × 79 cm), Narodni Galerie, Prague.
  - La tache jaune, 1918, huile sur toile (81,5 × 65 cm), Museum Moderner Kunst Stiftung Ludwig Wien (MUMOK), Vienne[145].
- La Forme des couleurs (avec une prédilection pour le jaune depuis La Gamme jaune de 1907) :
  - La Forme du jaune, Notre Dame, 1911 (73 × 59,5 cm), Fondation Merzbacher Kunststiftung, Zurich.
  - Le Bleu, 1913-1924 (73 × 60 cm), Narodni Galerie, Prague.
  - La colorée, 1919-1920, huile sur toile (65 × 54 cm), Solomon R. Guggenheim Museum, New York.
  - La forme du jaune, 1919-1923, huile sur toile (?cm), musée Kampa, Prague.
- Facture robuste, 1920, huile sur toile (107 × 99 cm), Musée d'Art moderne et contemporain de Strasbourg (dépôt du MNAM)[34],[146].
- Essai Robustesse, 1920, huile sur toile (150 × 100 cm), Museum Moderner Kunst Stiftung Ludwig Wien (MUMOK), Vienne[147].
- Autour d'un point :
  - Autour d'un point, 1911-1912, gouache, étude ? (11 × 11 cm), MNAM, Paris, rappelant les fleurs de Les Nénuphars de 1900[148].
  - Étude pour Autour d'un point, vers 1925, gouache (21,7 × 23,1 cm), Art Institute of Chicago, Chicago, avec reprise de(s) fleur(s)[149].
  - Étude pour Autour d'un point, 1920-1925, mine graphite, recto du dessin suivant (20,2 × 27 cm), MNAM, Paris, avec stylisation d'une fleur[150].
  - Étude pour Autour d'un point, 1920-1925, mine graphite, verso du dessin précédent (20,2 × 27 cm), MNAM, Paris[151].
  - Étude pour Autour d'un point, 1920-1925, gouache, à l'envers (17 × 18 cm), MNAM, Paris[152].
  - Étude pour Autour d'un point, 1920-1930, mine graphite (15,2 × 12,8 cm), MNAM, Paris, avec visibilité de tout le cercle supérieur[153].
  - Autour d'un point, 1920-1930, huile sur toile (194,5 × 200 cm), MNAM, Paris, avec ajout du point dans le cercle supérieur[154].
- Printemps cosmique, Création, 1919-1920, huile sur toile (73 × 60 cm), musée Kampa, Prague[121].
- Blanc et noir : Printemps cosmique, 1921, encre de Chine et gouache blanche (26,2 × 26,7 cm), MNAM, Paris.
- La Foire, Contredanse, 1921-1922, huile sur toile (73 × 238 cm), musée Kampa, Prague, avec un motif chronophotographique futuriste[155].
- Violet et jaune, réminiscence, 1921-1924 (65 × 72 cm), MNAM, Paris[156].
- Espaces animés, 1922, huile sur toile (112 × 115 cm), Musée d'Art moderne et contemporain de Strasbourg (dépôt du MNAM), avec reprise du motif étoilé agrandi de Printemps cosmique II de 1911-1920[34],[157].
- Idole, 1923, huile sur toile (90,5 × 65 cm), MNAM, Paris[158].
- La Forme des couleurs (suite) :
  - Bleus mouvants, 1923, huile sur toile (110 × 108 cm), Musée des Beaux-Arts de Rennes (dépôt du MNAM)[159],[160].
  - La Forme de l'orangé, 1923, huile sur toile (73 × 60 cm), Musée d'Art moderne et contemporain de Saint-Étienne Métropole (dépôt du MNAM)[51],[161].
  - La Forme du vermillon, 1923, huile sur toile (72 × 59 cm), MNAM, Paris[162].
  - La Forme du bleu (B I), après 1924, huile sur toile (80,3 × 72,4 cm), Solomon R. Guggenheim Museum, New York[163].
- Trait austère, 1925, huile sur toile (116,5 × 81 cm), Musée d'Art moderne de Paris, Paris[164].
- Fleur, Fleurs en broderie, 1925, huile sur toile (105 × 105 cm), Musée d'Art moderne et contemporain de Strasbourg (dépôt du MNAM)[34],[165].
- Ovale noir, 1925-1926, huile sur toile (50 × 80 cm), MNAM, Paris[166].
- Machinisme, 1926-1933, huile sur toile (65 × 65 cm), MNAM, Paris[167].
- Arabesque II, 1925-1926, huile sur toile (100,3 × 81,3 cm), Solomon R. Guggenheim Museum, New York.
- Traits, plans, espace III, 1921-1927 (180 × 128 cm), MNAM, Paris[168].
- Plans verticaux, 1926, mine graphite (27 × 21 cm), MNAM, Paris[169].
- L'acier :
  - L'acier travaille, 1927-1928, huile sur toile (72,5 × 80 cm), MNAM, Paris[170].
  - L'acier boit n°II, 1927-1928, huile sur toile (46 × 55 cm), Musée Cantini, Marseille (dépôt du MNAM)[171].
- Machine comique, 1927-1928, huile sur toile (75 × 85,4 cm), MNAM, Paris[172].
- Synthèse, 1927-1929 (180 × 125 cm), Narodni Galerie, Prague[173].
- Bock syncopé n°I, 1928, huile sur toile (85 × 137 cm), MNAM, Paris[174].
- Sourire noir, Sourire n°II, 1928-1930, huile sur toile (109 × 107 cm), MNAM, Paris[175].
- Sans titre, 1928, gouache, aquarelle et crayon (19,5 × 31 cm), MoMA, New York.
- Péninsule, vers 1930, huile sur toile (48,3 × 50,8 cm), Solomon R. Guggenheim Museum, New York.
- Musique, 1930-1932, huile sur toile (85 × 93 cm), MNAM, Paris[176].
- Peinture abstraite, 1930-1932 (125 × 85 cm), Narodni Galerie, Prague[14]. Réduit à trois traits noirs sur fond blanc, ce tableau plus minimaliste encore que les grilles des années 1920 de Piet Mondrian, ne trouve guère plus radical avant Onement I de Barnett Newman en 1948.
- Divertissements I, 1935, huile sur toile (60 × 92,3 cm), Solomon R. Guggenheim Museum, New York.
- Série contrastes :
  - Série contrastes [IV?], 1935–1946, huile sur toile (66 × 72,4 cm), Solomon R. Guggenheim Museum, New York.
  - Série Contrastes X, 1935-1946, huile sur Isorel (72 × 60 cm), MNAM, Paris[177].
- Série CVI, 1935-1946 (70 × 70 cm), collection Narodni, Prague[173].
- Circulaires et rectilignes, 1937, huile sur toile (102 × 102 cm), Narodni Galerie, Prague[178].
- Évènement intime, 1951-1952, huile sur toile (79 × 61 cm), MNAM, Paris[179].
- Construction II, 1951-1952, huile sur toile (99 × 80 cm), Solomon R. Guggenheim Museum, New York.
- Deux bleus :
  - Deux bleus n°1, 1955, huile sur toile (100 × 105 cm), Musée d'Art et d'Histoire de Cholet, (dépôt du MNAM)[180].
  - Deux bleus, 1956[181].
- Trois bleus et trois rouges, 1913-1957, huile sur toile (64 × 64 cm), MNAM, Paris[182].
- Traits animés, 1957, huile sur toile (80,5 × 59,5 cm), Palais des Beaux-Arts de Lille, (dépôt du MNAM)[183].

### Ouvrage théorique
- La Création dans les arts plastiques, 1910-1913 ; réédition en 1989 aux Éditions du Cercle d'Art, Paris[184].